# Nycterosea plemyrata
Nycterosea plemyrata är en fjärilsart som beskrevs av Felder 1875. Nycterosea plemyrata ingår i släktet Nycterosea och familjen mätare. Inga underarter finns listade i Catalogue of Life.